# Holmium
Holmium är ett metalliskt grundämne som tillhör lantanoiderna och de sällsynta jordartsmetallerna. Det upptäcktes först av de schweiziska kemisterna Jacques-Louis Soret och Marc Delafontaine 1878 och kort därefter, oberoende av denna upptäckt, 1879 av den svenske kemisten och geologen Per Teodor Cleve i mineral från Ytterby gruva i Stockholms skärgård och är uppkallat efter Stockholm.

## Egenskaper och användning

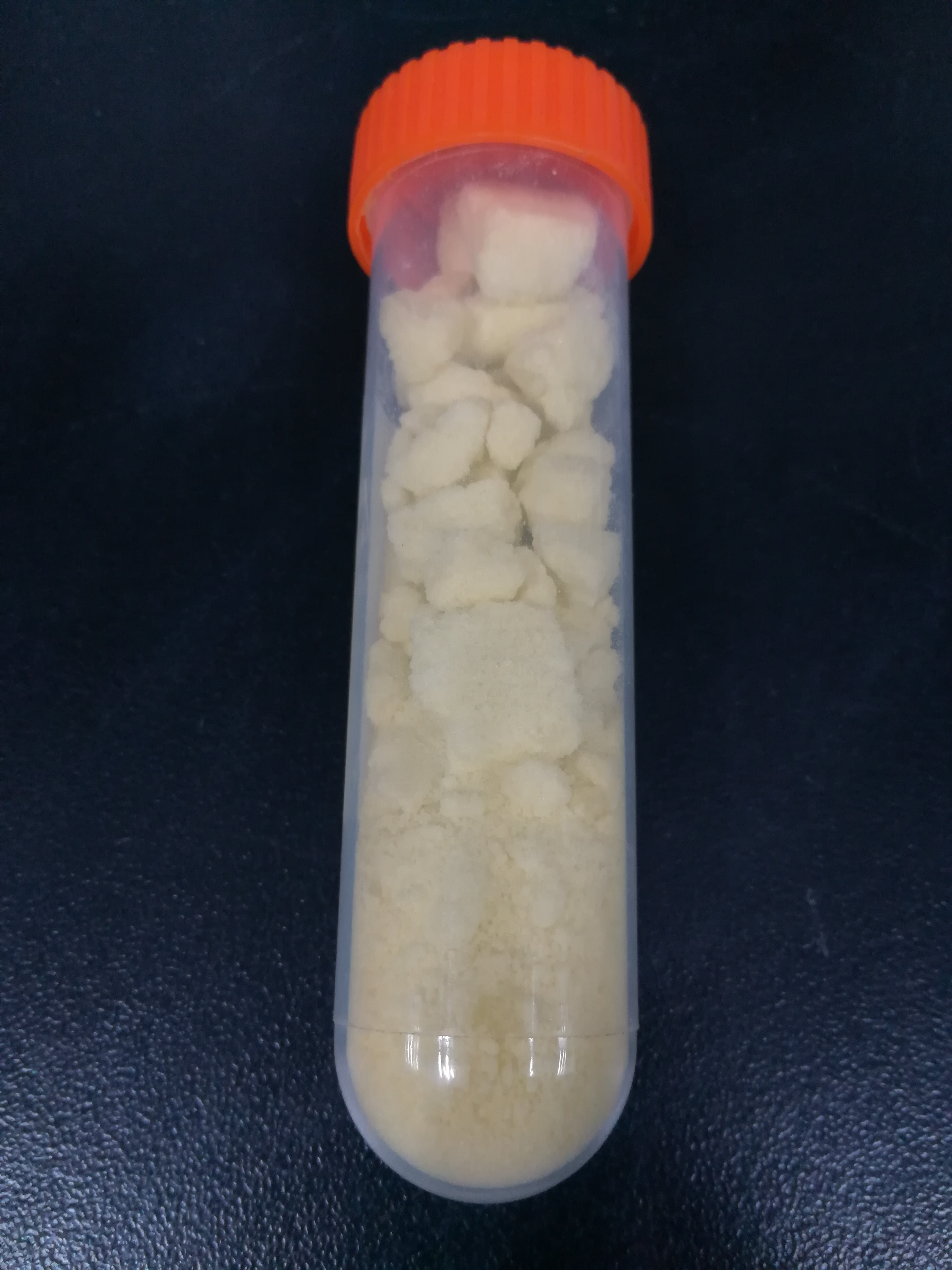
Det vita pulvret i provröret är holmiumnitrat.

Precis som de andra sällsynta jordartsmetallerna har holmium någon form av intressant magnetisk egenskap. För just holmium gäller det att holmium innehar det högsta värdet av dem för det magnetiska momentet. Det betyder att när holmium placeras i ett magnetfält ställer atomerna in sig längsmed fältet och koncentrerar det. Det gör att de magnetiska kraftlinjerna kommer närmare varandra och fältets lokala intensitet förstärks. Tack vare det kan man förstärka en magnet genom att sätta en metallklump av holmium, en så kallad polsko, ytterst på magneten. Detta används till exempel effektivt i magnetkameror. Ett annat användningsområde för holmium är inom laserkirurgin. Där används holmium ofta som tillsats i solida lasrar av kristaller av yttriumaluminiumgranat. Färgcentra bildas av föroreningar av holmium i kristall och glas. De lagrar optisk energi som frigörs i form av en laserpuls.
I naturen återfinns holmium sällan med sin silver-vita glans då den lätt rostar. Vidare smälter inte holmium förrän vid 1 472 °C och kokar först vid 2 700 °C. I naturen kan holmium tillsammans med andra sällsynta jordartsmetaller hittas i mineraler såsom gadolinit, euxenit och monazit. Annars går det också att finna i olika kemiska föreningar. Holmium är dock relativt ovanligt i naturen och dess medelhalt i jordskorpan är endast 1,3 g/ton. Ett sätt att framställa holmium är genom kärnreaktioner då det bildas som en fissionsprodukt. Det är också möjligt att utvinna holmium ur de mineraler det ingår i. Både jonbytar- och extraktionsmetoder kan användas vid separation. Med hjälp av termisk reduktion av fluoriden, HoF3, eller kloriden, HoCl3, med kalciummetall kan holmium fås fram i ren form. Holmium förekommer i flera olika isotoper med vitt skilda halveringstider. Från den kortaste som har en så kort halveringstid som cirka 1,1 sekund till den betydligt längre tiden på ungefär 1 200 år. Den isotop som kan stötas på i naturen är 165Ho. 

## Historia och upptäckt
Holmium upptäcktes allra först av Jacques-Loius Soret och Marc Delafontaine 1878. De studerade olika grundämnens absorptionsspektrum. När de stötte på ett tidigare okänt spektrum insåg de att de upptäckt ett nytt grundämne. De döpte det tillfälligt till "grundämne X". Inom ett år upptäcktes ämnet ytterligare en gång. Denna gång av Per Teodor Cleve då han studerade malm innehållande erbiumoxid. Upptäckten skedde tack vare att holmium förekom som en förorening i hans prov. Det var också Cleve som döpte ämnet till "holmium" efter det latinska namnet på Stockholm – Holmia.
När holmium först skulle sättas in på en plats i det periodiska systemet fick det till att börja med en felaktig plats, det placerades nämligen på plats 66. Henry Moseley analyserade ett prov men dessvärre hade det blivit kontaminerat av grundämnet dysprosium som vid tidpunkten inte heller var inplacerat i det periodiska systemet. Han undersökte holmiums spektrallinjer, men då han såg linjer från båda ämnena antog han felaktigt att de som dominerade var från holmium. De var egentligen från dysprosium så holmium blev felaktigt placerat på dysprosiums plats till att börja med.